# Frank Brachvogel
Frank Brachvogel (geboren am 4. September 1969 in Georgsmarienhütte) ist ein deutsch-kanadischer Journalist.

## Werdegang
Brachvogel wuchs in Bad Iburg auf. Mit 16 Jahren begann er, als freier Mitarbeiter für die Lokalredaktion der Neuen Osnabrücker Zeitung zu arbeiten. Nach dem Abitur am Gymnasium Bad Iburg 1989 und dem Grundwehrdienst bei der Bundeswehr folgte ein Volontariat beim Westfalen-Blatt in Bielefeld und der Thüringer Tagespost, nach dem Mauerfall Thüringische Landeszeitung (TLZ). 1992 wurde er Redakteur, arbeitete zunächst für die TLZ-Redaktion in Eisenach und war ab Sommer 1992 Korrespondent für Landespolitik in Erfurt. 1994 wechselte er als Nachrichtenredakteur zum neugegründeten, ersten Privatsender Antenne Thüringen, bei dem er nach kurzer Zeit Chef vom Dienst wurde und für drei Jahre die Co-Moderation der Sendung Guten Morgen Thüringen mit Sina Peschke übernahm. 1998 wurde er stellvertretender Programmchef  und war für die redaktionelle Planung und Konzeption der Radiostation verantwortlich.
Nach weiteren leitenden Positionen im Hörfunk als Programmdirektor bei NRJ Hamburg und Chefredakteur beim Berliner Rundfunk 91.4  schloss Brachvogel im Jahr 2003 sein berufsbegleitendes Studium am Institut für Publizistik- und Kommunikationswissenschaft der Freien Universität Berlin als Licentiatus Rerum Publicarum (Lic. Rer. Publ.) ab. Von 2002 bis 2005 leitete er seine PR-Agentur „Brachvogel Communications“.
Ab 2005 wirkte Brachvogel als stellvertretender Pressesprecher des Verbands der Elektrizitätswirtschaft (VDEW) in Berlin. Mit der Verbändefusion von VDEW, BGW, VDN und VRE zum Bundesverband der Energie- und Wasserwirtschaft (BDEW) im Jahr 2007 wurde er dessen Pressesprecher. 2015 wechselte er als Senior Consultant und Marketing Director zu Kantar Media.
Von 2018 bis 2022 lebte und arbeitete Brachvogel in Vancouver (Kanada). Im März 2022 begann er dort mit der Arbeit an seinem ersten Roman Ein Leben in vier Welten, der auf einer wahren Begebenheit beruht. Diesen veröffentlichte er als Selfpublisher im Dezember 2022 in Deutschland und im November 2024 unter dem Titel One Life In Four Worlds in englischer Sprache. Brachvogel stellte die deutsche Ausgabe beim Stand des Selfpublisher-Verbandes auf der Leipziger Buchmesse 2023 vor.
2023 kehrte Brachvogel nach Deutschland zurück und arbeitet hauptberuflich als Geschäftsführer des Energie-Netzwerks ODH Open District Hub e.V.
Brachvogel ist verheiratet und lebt seit dem Jahr 2000 mit Unterbrechungen in Berlin.

## Buchveröffentlichungen
- Ein Leben in vier Welten. BoD, Norderstedt 2022, ISBN 978-3-756-81523-4.
  - englische Ausgabe: One Life in Four Worlds. America Publishers, Boston, 2024, ISBN 978-1-966-19805-5.